# 斯丘厄加爾峰
斯丘厄加爾峰（英語：Skua Gull Peak）是南極洲的山峰，位於瑪麗伯德地，處於桑德斯山東北面3.7公里和斯坦克利夫山以南0.9公里，屬於福特山脈的一部分，在1934年11月由美國探險隊發現，現時由南極條約體系管理。